# Cachicadán (distrito)
Cachicadán é um distrito do Peru, departamento de La Libertad, localizada na província de Santiago de Chuco.

## Transporte
O distrito de Cachicadán é servido pela seguinte rodovia:
- PE-3N, que liga o distrito de La Oroya (Região de Junín) à Puerto Vado Grande (Fronteira Equador-Peru) no distrito de Ayabaca (Região de Piura)
- LI-115, que liga o distrito de Huamachuco à cidade de Sitabamba
- LI-117, que liga o distrito à cidade de Quiruvilca [1][2][3]